# Francevil·lita
La francevil·lita és un mineral de la classe dels òxids que pertany i dona nom al grup de la francevil·lita. Va rebre el nom el 1957 per G. Branche, M. Ropert, F. Chantret, B. Morignat i R. Pouget per Franceville, la ciutat més propera a la localitat tipus.

## Característiques
La francevil·lita és un òxid de fórmula química Ba(UO₂)₂(VO₄)₂(H₂O)₅. Cristal·litza en el sistema ortoròmbic. La seva duresa a l'escala de Mohs és 3. Forma una sèrie de solució sòlida amb la curienita.
Segons la classificació de Nickel-Strunz, la francevil·lita pertany a «04.HB - V[5+, 6+] Vanadats: uranil Sorovanadats» juntament amb els següents minerals: carnotita, margaritasita, sengierita, curienita, fritzscheïta, metavanuralita, vanuralita, metatyuyamunita, tyuyamunita, strelkinita, uvanita i rauvita.

## Formació i jaciments
Va ser descoberta al Gabon, concretament a la mina Mounana, situada a la localitat homònima del departament de Léboumbi-Leyou, a la Província d'Haut-Ogooué. Tot i tractar-se d'una espècie no gaire habitual ha estat descrita en tots els continents del planeta a excepció de l'Antàrtida. Als territoris de parla catalana ha estat trobada únicament a la mina Eureka, a la localitat de La Torre de Cabdella, al Pallars Jussà (Lleida, Catalunya).